# Тасиба
Тасиба (порт. Taciba)  —  муниципалитет в Бразилии, входит в штат Сан-Паулу. Составная часть мезорегиона Президенти-Пруденти. Входит в экономико-статистический  микрорегион Президенти-Пруденти. Население составляет 5569 человек на 2006 год. Занимает площадь 608,310 км². Плотность населения — 9,2 чел./км².

## Статистика
- Валовой внутренний продукт на 2003 составляет 247.819.067,00 реалов (данные: Бразильский институт географии и статистики).
- Валовой внутренний продукт на душу населения на 2003 составляет 45.816,06 реалов (данные: Бразильский институт географии и статистики).
- Индекс развития человеческого потенциала на 2000 составляет 0,768 (данные: Программа развития ООН).